# Voyage dans l'Inde
Voyage dans l'Inde (abreviado Voy. Inde) es un libro con ilustraciones y descripciones botánicas que fue escrito por el naturalista y explorador francés Victor Jacquemont. Fue publicado en cuatro volúmenes en los años 1841-1844,con el nombre de Voyage dans l'Inde pendant les annees 1828 a 1832. Publie sous les auspices de M. Guizot. Paris.

## Publicación
- Volumen n.º 1, 1841;
- Volumen n.º 2, 1841;
- Volumen n.º 3, 1841;
- Volumen n.º 4, 1844 [vol. 4 incluye Botanical & Zoological records)